# Pingouin
Pour les articles homonymes, voir Pingouin (homonymie).
Ne doit pas être confondu avec Manchot.
Taxons concernés
- Alca (Linnaeus, 1758)
  - Alca torda (Linnaeus, 1758)
- Pinguinus † (Bonnaterre, 1791)
  - Pinguinus impennis † (Linnaeus, 1758)modifier

Pingouin ([pɛ̃.ɡwɛ̃]) est un nom vernaculaire porté en français par deux espèces d’oiseaux de la famille des Alcidés, dont la seule espèce encore vivante est le Petit Pingouin (Alca torda). Cette dernière espèce vit dans l’hémisphère nord, cherchant sa nourriture dans les eaux maritimes et océaniques froides. On peut rencontrer le Petit Pingouin de l'Arctique jusqu'en Méditerranée occidentale et sur les côtes atlantiques du Maroc en passant, par exemple, par la Bretagne. Il vole, alors que le Grand Pingouin, espèce éteinte en 1844, ne le pouvait pas.
Dans le langage courant, le mot est souvent utilisé pour désigner les manchots.

## Confusion habituelle
Les manchots (des oiseaux de la famille des sphéniscidés qui vivent dans l'hémisphère sud, au contraire des pingouins, et ne volent pas) sont souvent désignés sous le terme de « pingouins ». La principale raison de cette confusion est la ressemblance avec la plus grande des deux espèces de pingouin, le Grand Pingouin (de son nom scientifique Pinguinus impennis).
Cette espèce de pingouin ne pouvait pas voler. Elle a été chassée longtemps pour sa viande et pour son duvet qui servait à la confection de matelas. Le dernier couple de Grands Pingouins a été tué le 3 juillet 1844 ce qui a conduit à l'extinction définitive de cette espèce.
Une autre source d'erreur est la parenté étymologique entre le mot français pingouin et celui désignant les manchots dans le pupart des autres langues comme penguin en anglais, pingüino en espagnol, Pinguin en allemand, pinguino en italien, пингвин (pingvin) en russe, πιγκουίνος (pinkouínos) en grec moderne,pinguïn en néerlandais, pinguim en portugais, ペンギン (pengin) en japonais,پنگوئن (pangoen) en persan, ou encore पेंगुइन (Penguin) en hindi.
Dans de nombreuses langues, deux termes différents sont utilisés pour désigner les deux espèces de pingouin, ce terme n'a donc pas de traduction exacte. En anglais, le terme Great Auk désigne le Grand Pingouin, auk étant un terme générique désignant le plus souvent l'ensemble des alcidés. Le Petit Pingouin est quant à lui appelé razorbill. En catalan ou en italien, respectivement les termes de gavot et alca sont en revanche utilisés comme en français pour désigner les deux espèces.

## Étymologie

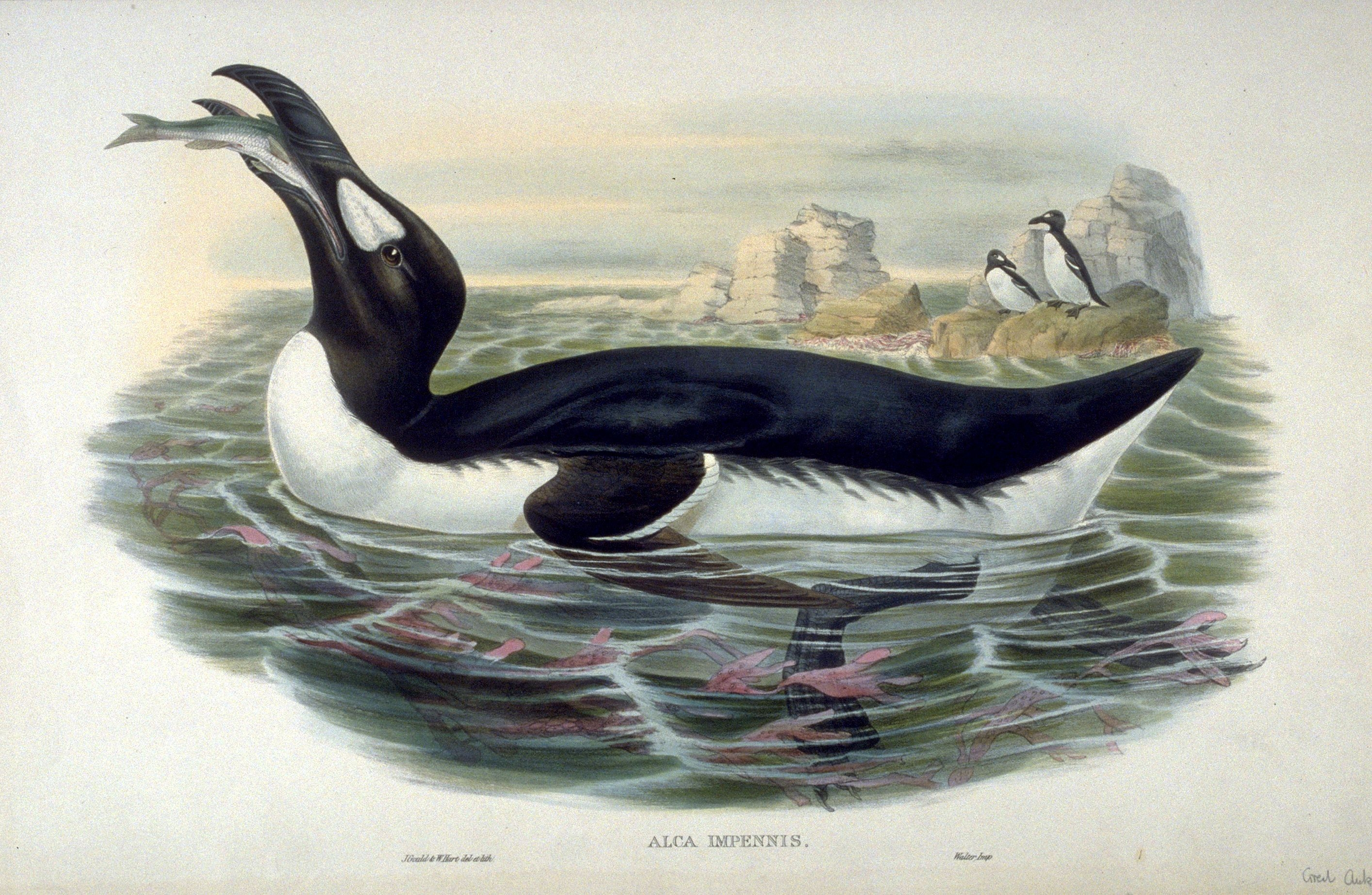
Un grand pingouin par John Gould.

L'étymologie du mot « pingouin » est incertaine.
Le terme n'est attesté en français qu'en 1598, pour la première fois, sous la forme  pinguyn (Lodewijcksz, Premier livre, fo4 rods Arv., p. 410). Il s'agit d'un terme issu du néerlandais,, le français ayant effectivement pris de nombreux termes au néerlandais à partir de cette époque, notamment du vocabulaire relatif à la faune et aux techniques maritimes. Il aurait été introduit plus spécifiquement par le biais des livres de voyage hollandais. Le même terme a été emprunté par l'allemand à la même époque sous la forme pinguin et est attesté en anglais également au XVIe siècle sous la forme penguin et désignant au départ le Grand Pingouin et non les manchots comme aujourd'hui,.
L'origine du terme néerlandais est obscure. Le dictionnaire étymologique de l'afrikaans, Etimologiewoordenboek van Afrikaans, prétend que le mot a été emprunté au portugais.
Selon une théorie, présentée par John Latham en 1785, le mot serait issu du latin pinguis qui signifie « graisse », un qualificatif soulignant l'aspect dodu de l'animal. Toujours dans l'hypothèse d'une origine latine, on peut signaler que pinguis signifie aussi : « qui rend gras », et par suite « fertile, fertilisant », puis « riche » ; et par extension de sens « lent, lourd, stupide, malhabile » qui caractérise celui qui est (trop) gras. Ce mot pourrait donc être, mieux que dodu, à l'origine du nom de cet oiseau pataud à la démarche pesante et embarrassée. Cependant, ces explications nécessitent de supposer une altération de pinguis en pinguin (ou penguin) et on voit mal pourquoi un [n] se serait substitué au [s] d'origine.
Selon Martin Martin, le terme néerlandais (ou anglais) serait issu du gallois pen gwyn qui signifie « tête blanche ». Dans cette perspective, le nom se serait d'abord appliqué au Grand Pingouin qui présente effectivement une tache blanche remarquable devant l’œil, avant de s'étendre aux autres espèces par analogie.
Seule la dernière explication conserve la faveur de certains dictionnaires étymologiques contemporains des différentes langues, l'hypothèse d'une origine latine n'étant même pas évoquée.

## Physiologie, comportement et écologie
Les caractéristiques générales des pingouins sont celles des oiseaux de la famille des Alcidae, avec des nuances pour chaque espèce : voir les articles détaillés pour plus d'informations sur leur description ou leur mode de vie et le Petit Pingouin pour la seule espèce de pingouin actuelle.
Le pingouin actuel a une espérance de vie de 13 à 18 ans. Il mesure de 0,35 à 0,45 mètre et peut peser de 500 à 750 grammes. Il vit en colonie.
Les pattes sont emplumées jusque très bas mais les doigts sont nus, probablement parce qu'ils servent de gouvernail avec la queue. Il n'y a pas de palmure, la propulsion se faisant avec les ailes, qui fonctionnent comme des nageoires. Les pingouins évitent de se geler la plante des pieds principalement en évitant au maximum le contact avec le sol gelé quand ils sont hors de l'eau (c'est là qu'il peut faire le plus froid). Pour cela ils adoptent une position arquée des pieds, où le poids du corps repose sur les talons et les griffes qui sont recroquevillées.

## Alimentation
Le pingouin est un chasseur piscivore. Il se jette des falaises pour sauter sur ses proies. Il se nourrit principalement de poissons et de petits crustacés. De temps à autre, il se laisse aussi tenter par des vers marins.

## Répartition et habitat
Le pingouin niche en petite colonie dans tout l'Atlantique canadien, surtout au sud du Labrador. La colonie qui se situe la plus au nord est dans la passe Digges. Le pingouin hiverne au large des côtes. Sa population est estimée à 700 000 couples dans le monde entier. Elle est actuellement en diminution. Son nid est constitué de débris végétaux et de cailloux. Il le construit sur des corniches profondes ou sur des éboulis de falaises côtières.

## Prédateurs
Le pingouin a plusieurs prédateurs, tels que les rapaces, les goélands et même les gros poissons. Ses bébés et ses œufs peuvent aussi être mangés par les renards arctiques, les renards roux, les corbeaux et les goélands.

## Reproduction

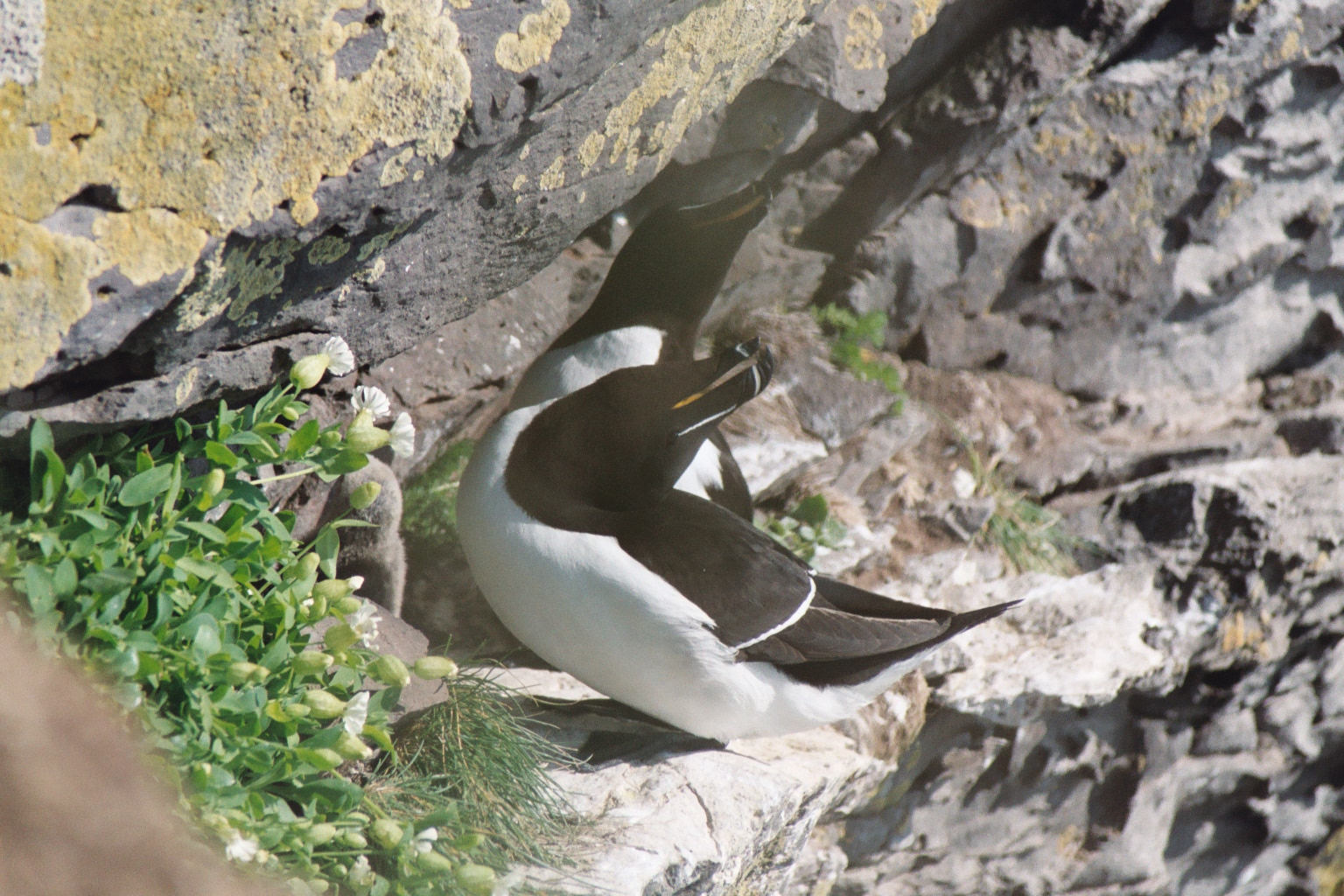
petit pingouin

Le pingouin ne se reproduit qu'une seule fois par an et ne produit qu'un seul œuf. L'œuf est couvé par le père et la mère qui vivent en couple et se relaient durant une trentaine de jours. Le bébé reste ensuite au nid pendant 18 jours où il est gardé sain et sauf par ses parents. À la fin juillet, il quitte finalement les côtes pour se rendre en haute mer avec son père.

## Culture populaire
Les pingouins sont très souvent confondus avec les manchots dans la culture populaire : 
- Les dits « pingouins » du film Madagascar (et ses différentes suites et œuvres dérivées) sont en fait des manchots, souvent confondus, généralement par la jeune audience du film
- Le Pingouin est un personnage de l'univers de fiction de Batman (le nom français est une traduction abusive de son nom original, penguin signifiant manchot en anglais) ;
- Expression française, « Ce n'est pas le pingouin qui glisse le plus loin ». On comprend ici que la personne n'est pas très intelligente.
- Petit Pingouin est un personnage secondaire de l'univers des Looney Tunes, et qui est en fait un bébé manchot ;
- Youbi le petit pingouin, un film d'animation dont le héros, Youbi, est en fait un manchot ;
- Pingu, série d'animation d'origine suisse ; tiré de l'allemand pinguine, le titre original a été conservé dans les pays francophones, et représente bien un manchot
- M. Popper et ses pingouins, long-métrage américain de Mark Waters produit en 2011 (il s'agit en fait de manchots). Le titre canadien francophone M. Popper et ses manchots est le seul correct d'un point de vue zoologique ;
- Andreï Kourkov, Le Pingouin ('Смерть постороннего' [Smert' postoronnevo], "La mort d'un intrus", 1996, titre russe actuel Пикник на льду, "Pique-nique sur la glace" ; Liana Levi, 2000 pour la traduction française)[16]. Un Kiévien qui a adopté un manchot quand le zoo de Kiev s'est dessaisi, faute de moyens, de certains de ses animaux, se trouve involontairement plongé, sous l'œil attentif et placide de son volatile, dans d'étranges aventures liées aux mafias.

D'autres références culturelles sont correctement en lien avec les pingouins ou ne permettent pas de déterminer si l'on fait référence à des pingouins ou à des manchots :
- Alfred est un pingouin que Zig et Puce rencontrent lors d'un voyage en Arctique (et qui ne peut donc pas être un manchot) ;
- Un « drôle de pingouin » est une expression qui signifie un drôle d’individu ;
- Vilain Pingouin, un groupe de rock québécois ;
- Papa Pingouin, une chanson populaire de 1980, reprise en 2006, décrit un habitat qui est bien celui d'un pingouin puisqu'il « descend vers le sud jusqu'en Angleterre » selon les paroles (donc il vient de l'Arctique), mais qui semble plus décrire un manchot lorsque les paroles évoquent son incapacité à voler ;
- Les Pingouins est un groupe français de rock du début des années 1960 ;
- L'Île des Pingouins, une satire de la société d'Anatole France ;
- Le terme « pingouin » est utilisé pour désigner un homme vêtu d'un complet noir et d'une chemise blanche, ou d'un smoking.